# Pseudocalotes tympanistriga
Pseudocalotes tympanistriga — вид ігуаноподібних ящірок родини агамових (Agamidae). Ендемік Індонезії.

## Поширення і екологія
Pseudocalotes tympanistriga мешкають в горах на заході Яви і Суматри. Вони живуть у первинних і вторинних вологих тропічних лісах, що ростуть на схилах невисоких пагорбів та в передгір'ях. Зустрічаються на висоті від 600 до 1500 м над рівнем моря. Відкладають яйця, в кладці 2 яйця.